# 井口朝生
井口 朝生（いぐち あさお、1925年（大正14年）5月6日 - 1999年（平成11年）4月9日）は、日本の歴史小説作家、時代小説作家。日本文芸家協会会員。
東京生まれ。日本大学文学部（歴史専攻）卒業。父は時代小説作家の山手樹一郎。弟は国文学者の井口樹生。姪は詩人の井坂洋子。

## 略歴
少年時代は堀辰雄や立原道造の作品を愛読した。小説の道に進むべく、棟田博主宰の小説勉強会「風らい会」に参加。父には内緒で講談倶楽部賞に応募、佳作を受賞するが、同じ住所であったために父にばれてしまい、一騒動あったと言う。
童門冬二、永井路子、平岩弓枝ら、講談倶楽部賞関係の新人が集まった『小説会議』に参加、父が同人誌のスポンサーとなる。
1956年（昭和31年）、若き日の伊達政宗を描いた『風雲独眼竜』でデビュー。1961年（昭和36年）、直江兼続と彼を慕う2人の女性を軸に、兼続の波乱に富んだ生涯を活写した『青雲乱雲』で第45回直木賞候補となる。同書は続編も刊行され、後に合冊して刊行、代表作と言える。歴史・時代小説でありながら、散文詩を思わせる抒情や、純文学を思わせる静謐さを持った作風が特長である。戦国・乱世物の歴史小説を始めとして、名も無き雑兵や美しくも哀れな女人へ暖かい目を注いだ時代小説を多く手掛け、ソ連への抑留体験を記した『抑留記』などの現代物も若干手掛けた。
また、同人雑誌も発行し続け、童門冬二との二人雑誌『時代』は、1999年の井口の死の直前まで発行され続けた（1999年3月刊行の13号まで）。
1999年（平成11年）4月9日、脳梗塞にて東京都内の病院にて死去。享年73。

## 受賞歴
- 19xx年 講談倶楽部賞佳作
- 1973年 第1回日本作家クラブ賞（『雑兵伝』『すみだ川余情』）

## 作品リスト
※ 単行本の刊行順に記す。
- 風雲独眼竜 若き日の伊達政宗（1956年、東方社、1987年2月、光風社出版、1990年2月、「伊達政宗」に改題の上富士見書房時代小説文庫） ISBN 4-8291-1193-3
- 若き日の千葉周作（1961年、大和出版、1986年11月、「剣に夢あり 北辰一刀流・千葉周作」に改題の上春陽堂書店春陽文庫） ISBN 4-394-12902-8
- 青雲乱雲（1961年10月、東方社）
- 狼煙と旗と（1964年3月、東方社）
  - 『青雲乱雲』『狼煙と旗と』 刊行の変遷は下記参照
- 風の輪（1965年、東京文藝社）
- 抑留記 ある青春の回想（1968年、青樹社、1995年10月、「抑留幹部候補生の手記 ある青春の回想」に改題の上光風社出版光風社文庫）
- 江戸おんな図絵 哀婉時代小説（1970年、桃園書房）
- 雑兵伝（1971年、講談社、1987年7月、「武田雑兵伝」に改題の上光風社出版、1989年7月、「武田雑兵伝」にて富士見書房時代小説文庫） ISBN 4-8291-1179-8
- 戦国群雄伝（1977年2月、桃源社）
- 霜ふる夜（1977年4月、講談社）
- 真田幸村 戦国太平記（1977年7月、光風社出版、1984年10月、光風社出版（再刊）、1989年2月、富士見書房時代小説文庫（上下2分冊）、1996年3月、「軍師真田幸村」に改題の上成美堂出版成美文庫） ISBN 4-415-06437-X
- 戦国烈人伝（1978年12月、青樹社）
- 南海に羽ばたく 戦国の豪商荒木宗太郎（1979年3月、偕成社） ISBN 4-03-729040-5
- 江戸おんな歳時記（1979年8月、青樹社）
- 江戸ながや歳時記（1980年12月、青樹社）
- 人情おぼろ風（1981年10月、春陽文庫） ISBN 4-394-12905-2
- 山姫の砦 阿波山岳一揆始末（1982年1月、新人物往来社、1988年6月、大陸書房大陸文庫）ISBN 4-8033-1505-1
- すみだ川余情（1982年11月、春陽文庫） ISBN 4-394-12906-0
- 戦国の星 若き日の家康（梶鮎太：絵、1983年5月、学校図書）
- 徳川吉宗 物語と史蹟をたずねて（1983年6月、成美堂出版、1994年10月、成美文庫） ISBN 4-415-06409-4
- 岡場所の女（1983年12月、春陽文庫） ISBN 4-394-12907-9
- 江戸は花曇り 浮世情話（1984年5月、青樹社、1988年5月、富士見書房時代小説文庫） ISBN 4-8291-1145-3
- 綺羅の女（1984年10月、春陽文庫） ISBN 4-394-12908-7
- 新渡戸稲造 物語と史蹟をたずねて（1984年11月、成美堂出版、1996年6月、成美文庫） ISBN 4-415-06443-4
- 戦国はぐれ獅子（1985年12月、春陽文庫） ISBN 4-394-12909-5
- 前田利家 物語と史蹟をたずねて（1986年10月、成美堂出版、1995年10月、成美文庫、2001年11月、成美堂出版、成美文庫（同時発売、改訂版）） ISBN 4-415-06969-X
- 戦国武州むらさき帳（1988年9月、富士見書房時代小説文庫） ISBN 4-8291-1153-4
- 鬼姫剣法（1991年10月、春陽文庫） ISBN 4-394-12901-X
- 北の砦 将軍田村麻呂（1992年1月、光風社出版） ISBN 4-87519-187-1
- 騒乱史譚（1992年10月、光風社出版） ISBN 4-87519-191-X
- 江戸点描二十五景（1993年11月、光風社出版） ISBN 4-87519-199-5

### 青雲乱雲/狼煙と旗と 刊行の変遷
- 青雲乱雲（1961年10月、東方社）
- 狼煙と旗と（『青雲乱雲』の続編、1964年3月、東方社）
- 狼煙と旗と（1971年7月、上記「青雲乱雲」との合冊（但し冒頭の2編削除）の上青樹社）
- 青雲乱雲（1976年11月、青樹社版「狼煙と旗と」を改題の上春陽文庫）
- 直江山城守 愛と鬼謀の軍師（1999年7月、改題の上春陽文庫）
- 完本直江山城守　愛と鬼謀の軍師（2008年10月、削除された2編を追加し改題の上河出書房新社河出文庫） ISBN 978-4-309-40925-2

### 単行本未収録作品
- 豊饒平野 庄内戊辰記（1993年-1998年、同人雑誌『時代』収録）
- かつ女覚書（1999年、同人雑誌『時代』収録）

ほか

### 編集など
- さむらい人生 対談・山手樹一郎の世界（石井冨士弥との対談、1980年、山手樹一郎著・『短編時代小説全集3 春風街道』に収録、春陽堂書店）
- 山手樹一郎随筆集 あのこと このこと（井口朝生：編、山手樹一郎：著。1990年12月、光風社出版） ISBN 4-87519-909-0